# Manuel Ezequiel Bruzual (municipalité)
Pour les articles homonymes, voir Bruzual.
Manuel Ezequiel Bruzual est l'une des vingt-et-une municipalités de l'État d'Anzoátegui au Venezuela. Son chef-lieu est Clarines. En 2011, la population s'élève à 32 655 habitants.

## Étymologie
La municipalité est nommée en l'honneur de Manuel Ezequiel Bruzual, 15e Président du Venezuela d'avril à juin 1868.

## Géographie

### Subdivisions
La municipalité possède deux paroisses civiles et une parroquia capital, traduite ici par « capitale » (en italiques et suivie d'une astérisque) avec, chacune à sa tête, une capitale (entre parenthèses) :
- Capitale Manuel Ezequiel Bruzual * (Clarines) ;
- Guanape (Guanape) ;
- Sabana de Uchire (Sabana de Uchire).